# Șesul Caspic

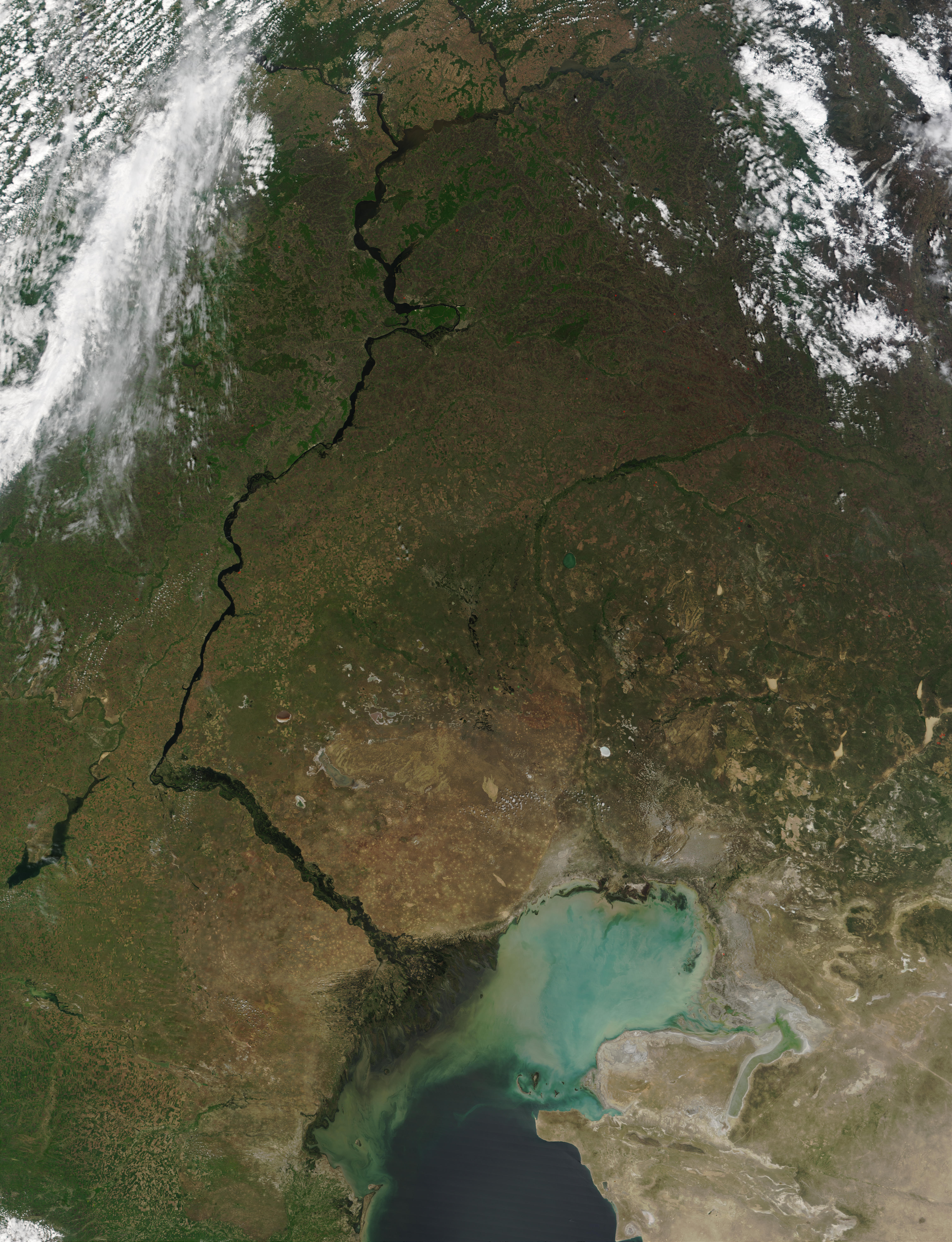
Partea de sud a Volgăi, şesul Caspic şi partea de nord a Mării Caspice, văzute din satelit

Șesul Caspic este situat în nordul Mării Caspice. Pe alocuri se înalță dealuri (movile) izolate (Inder, Bogdo Mare, Bogdo Mic) cu altitudinea de până la 149 m, iar partea de sud este situată sub nivelul oceanului planetar (-28 m). Solurile sunt constituit din roci sedimentare de origine maritimă (nisip, argilă) și sunt bogate în petrol, gaze naturale, sare gemă ș.a. În partea de nord ele sunt castanii-deschise, iar în cea de sud brune cu solonceacuri. Clima este aridă continentală. Pe teritoriul șesului se găsesc numeroase lacuri sărate. Vegetația este de semideșert. La nord și în lunca fluviului Volga este dezvoltată agricultura.

## Sursă
Enciclopedia sovietică moldovenească, Chișinău, 1972, vol. 3, p. 228